# Tsuda Mamichi

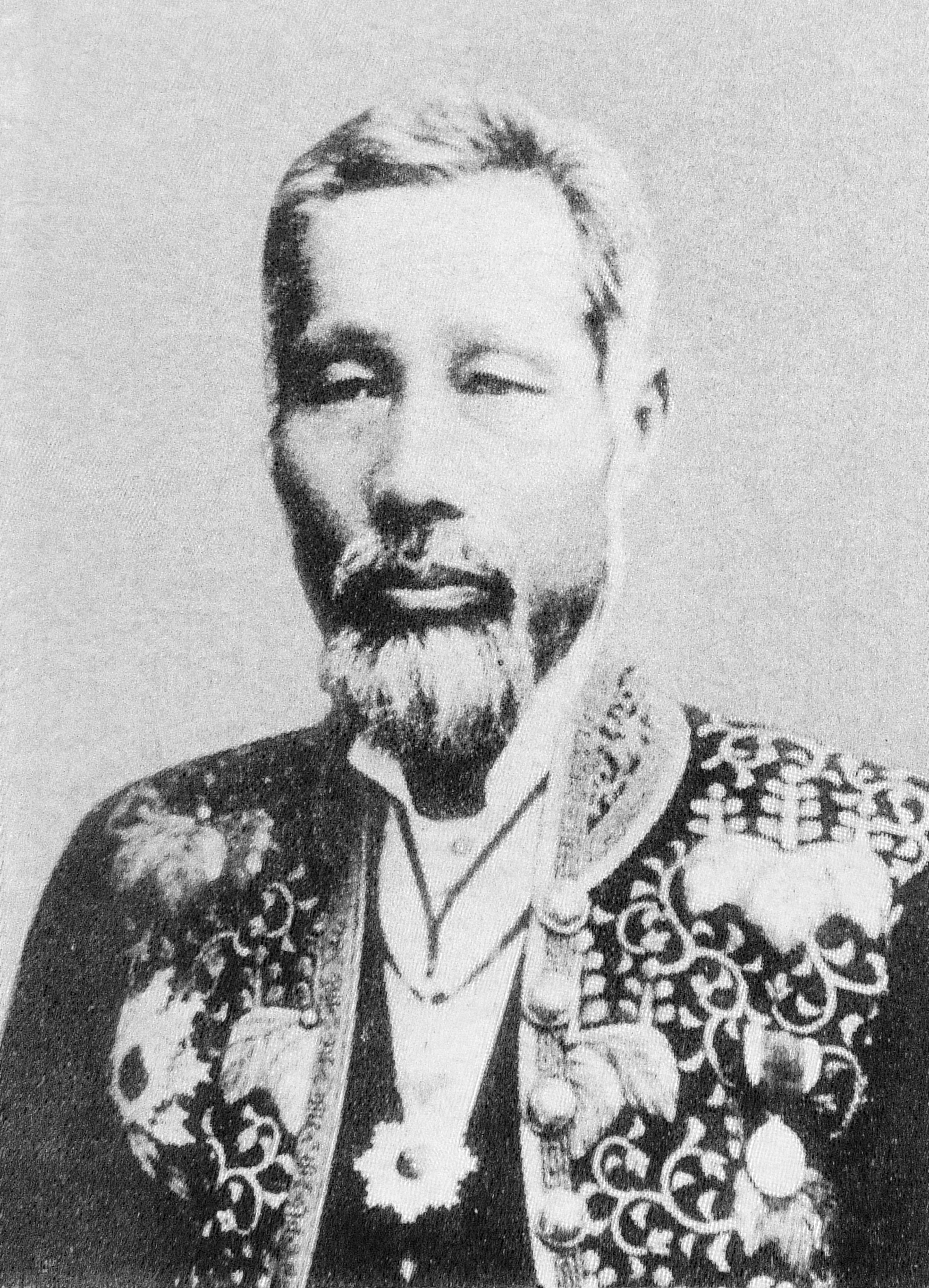
Tsuda Mamichi

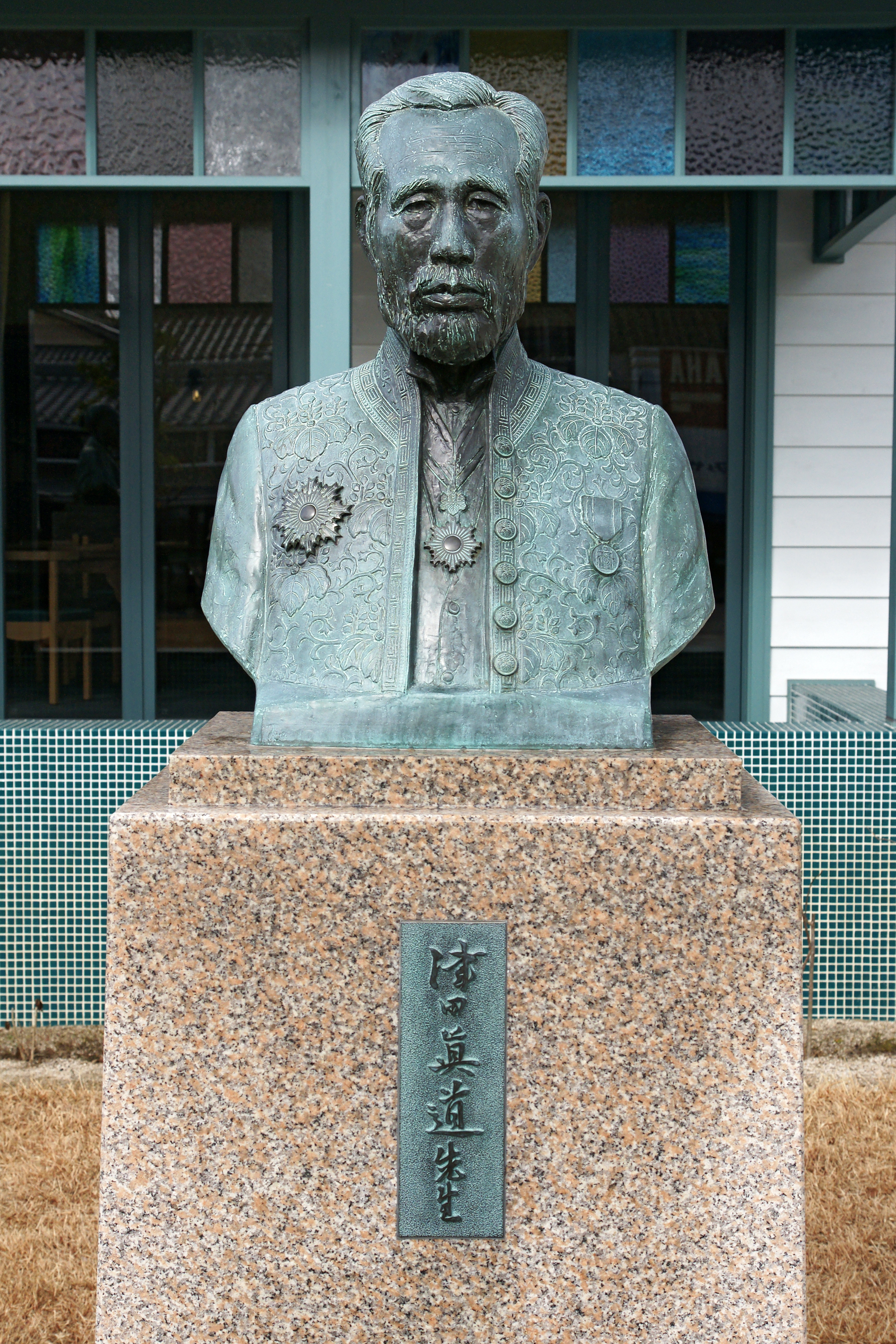
Büste Tsudas in Tsuyama vor dem Tsuyama Yōgaku Shiryōkan (津山洋学資料館, englisch „Tsuyama Archives of Western Learning“)

Tsuda Mamichi (japanisch 津田 真道, Vorname auch Masamichi oder Shindō gelesen; geb. 25.6.Bunsei 12/gregorianisch 25. Juli 1829 in der Provinz Mimasaka (heute Präfektur Okayama); gest. 3. September 1903) war ein japanischer Rechtsgelehrter und Politiker während der Meiji-Zeit.

## Leben und Werk
Tsuda Mamichi war ein Samurai des Tsuyama-Han. Er studierte westliche Wissenschaften unter Mitsukuri Gempo (1799–1863) und Waffenkunde unter Sakuma Shōzan. Er selbst unterrichtete diese Fächer dann an der Schule des Bakufu, dem Bansho-Shirabesho. 1862 wurde er nach Holland geschickt, wo er an der Universität Leiden Wirtschaftswissenschaften und Jura studierte und sich mit Nishi Amane anfreundete. – Nach seiner Rückkehr 1865 unterrichtete Tsuda am Kaiseijō (開成所), der Vorläufereinrichtung der Universität Tokio, und verfasste mit Hilfe seiner Notizen das erste Werk über westliches Recht in Japan, das „Taiseikoku hō-ron“.
Nach der Meiji-Restauration 1868 war Tsuda für verschiedene Ministerien rechtsberatend tätig. Für das Justizministerium formulierte er das Shinritsu kōryō (新律綱領), ein frühes Strafgesetzbuch, für das Heeresministerium das Heeresstrafgesetz. Außerdem arbeitete er für das Außenministerium. 1876 wurde er Mitglied im Genrōin. Er arbeitete als Richter. Bei der ersten Wahl 1890 zum Abgeordnetenhaus, dem Unterhaus des neuen Reichstags, wurde er im 8. Wahlkreis der Präfektur Tokio gewählt, schloss sich der regierungsnahen Taiseikai an und war von 1890 bis 1891 der erste Vizepräsident des Abgeordnetenhauses. Von 1896 bis 1903 hatte er einen Sitz im Herrenhaus, dem Oberhaus des Reichstags.
Als Mitglied der Meirokusha, der Vereinigung japanischer Intellektueller, spielte Tsuda eine bedeutende Rolle bei der Vermittlung des westlichen Denkens und der Entwicklung der modernen juristischen Grundlagen während der Meiji-Zeit. Er schrieb etwa 30 Beiträge für das Magazin Meiroku zasshi (明六雑誌) der Vereinigung.